# Blanice (Otava)
Blanice sau Vodňanská Blanice (în germană Flanitz și în cursul său inferior Blanitz) este un râu din Cehia, afluent de dreapta al râului Otava. Curge prin regiunea Boemia de Sud și are o lungime de 94,7 kilometri (58,8 mi). Bazinul său hidrografic are o suprafață de 861,9 kilometri pătrați (332,8 mi2).

## Etimologie
Numele său este derivat din vechiul cuvânt ceh blan, care are sensul de „luncă”. Numele este o referință la caracterul teritoriului prin care curge. Râul este uneori numit Vodňanská Blanice pentru a-l deosebi de afluentul omonim al râului Sázava.

## Geografie

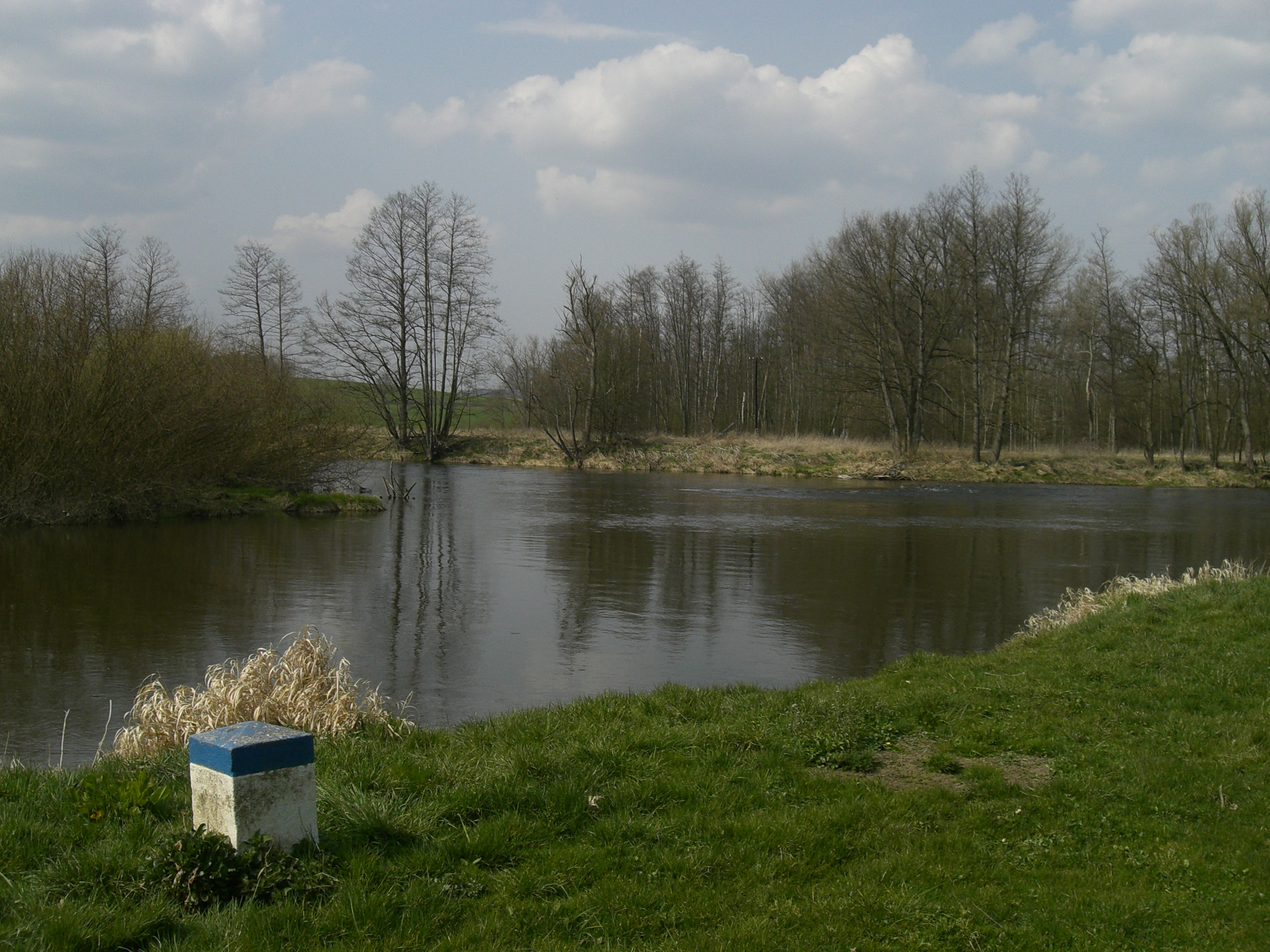
Confluența râulului Blanice (față) cu Otava

Blanice își are originea pe teritoriul zonei de pregătire militară Boletice din Munții Pădurea Boemiei la o altitudine de 970 m (3.180 ft) și curge spre comuna Putim⁠(d), unde se varsă în râul Otava la o altitudine de 364 m (1.194 ft). Blanice  are o lungime de 94,7 kilometri (58,8 mi). Bazinul său hidrografic are o suprafață de 861,9 kilometri pătrați (332,8 mi2).
Cei mai lungi afluenți ai râului Blanice sunt:
| Nume afluent      | Lungime (km) | Km râu | Afluent de |
| ----------------- | ------------ | ------ | ---------- |
| Zlatý potok       | 36,7         | 41,0   | dreapta    |
| Radomilický potok | 21,3         | 19,4   | dreapta    |
| Libotyňský potok  | 14,8         | 45,8   | stânga     |
| Dubský potok      | 13,7         | 45,1   | stânga     |
| Živný potok       | 13,6         | 52,2   | dreapta    |
| Cikánský potok    | 13,3         | 65,8   | stânga     |

## Curs

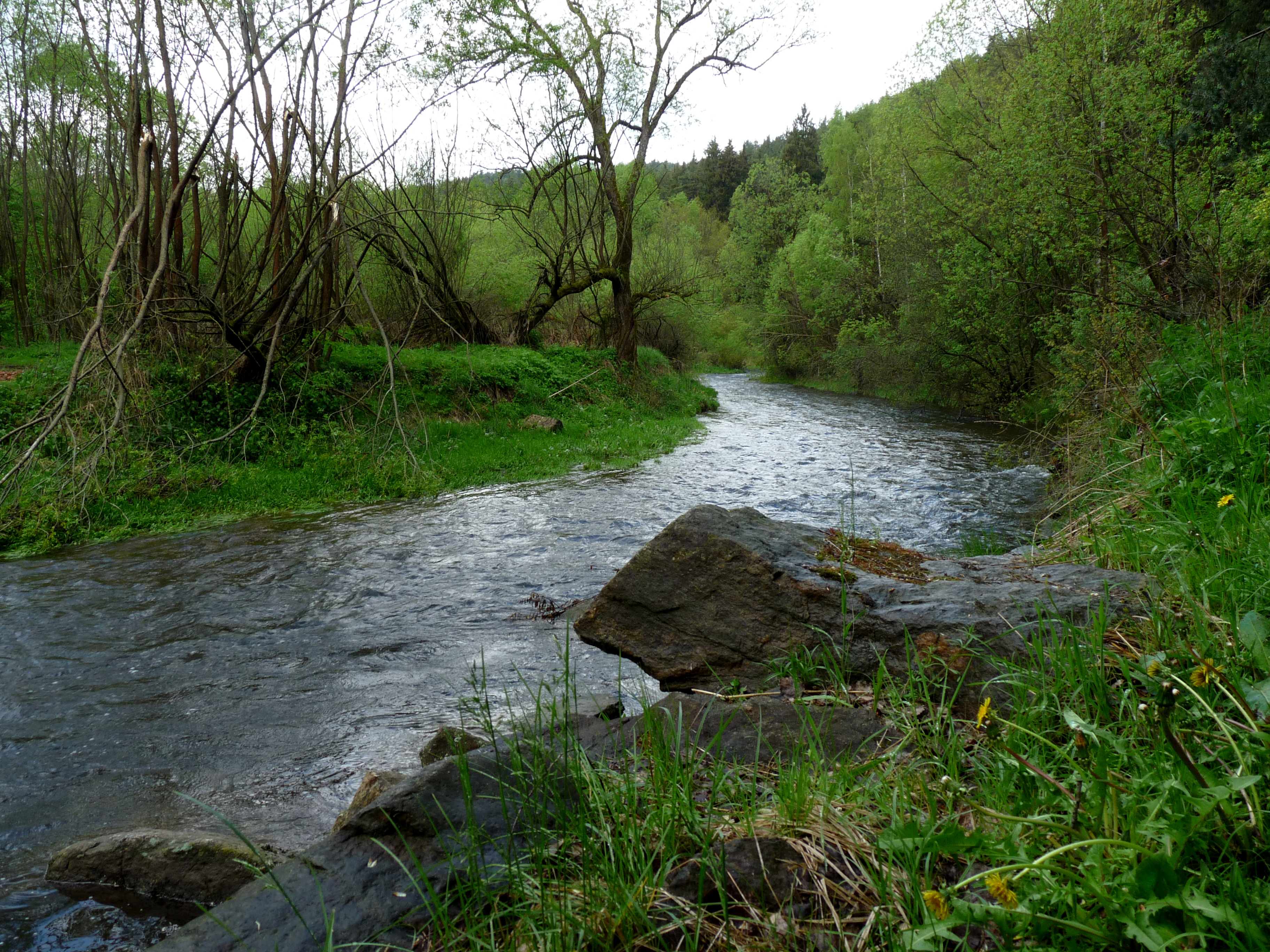
Blanice lângă Dvory

Cea mai notabilă așezare de pe râul Blanice este orașul Vodňany⁠(d). Râul curge prin zona de pregătire militară Boletice și prin teritoriile comunelor Zbytiny⁠(d), Volary, Záblatí, Kratušín⁠(d), Zábrdí⁠(d), Dvory, Prachatice, Husinec, Těšovice, Strunkovice nad Blanicí⁠(d), Bavorov, Hájek, Vodňany, Protivín⁠(d), Skály⁠(d), Heřmaň și Putim⁠(d).

## Corpuri de apă
În zona bazinului său hidrografic se găsesc 419 corpuri de apă mai mari de un hectar. Cel mai mare dintre acestea este iazul de pește Dřemlínský, care are o suprafață de 62 ha (150 acri). Singurul corp de apă construit direct pe râul Blanice este lacul de acumulare Husinec. A fost construit în 1935–1939 pentru a proteja împotriva inundațiilor. Acesta are o suprafață de 61 ha.

## Natură

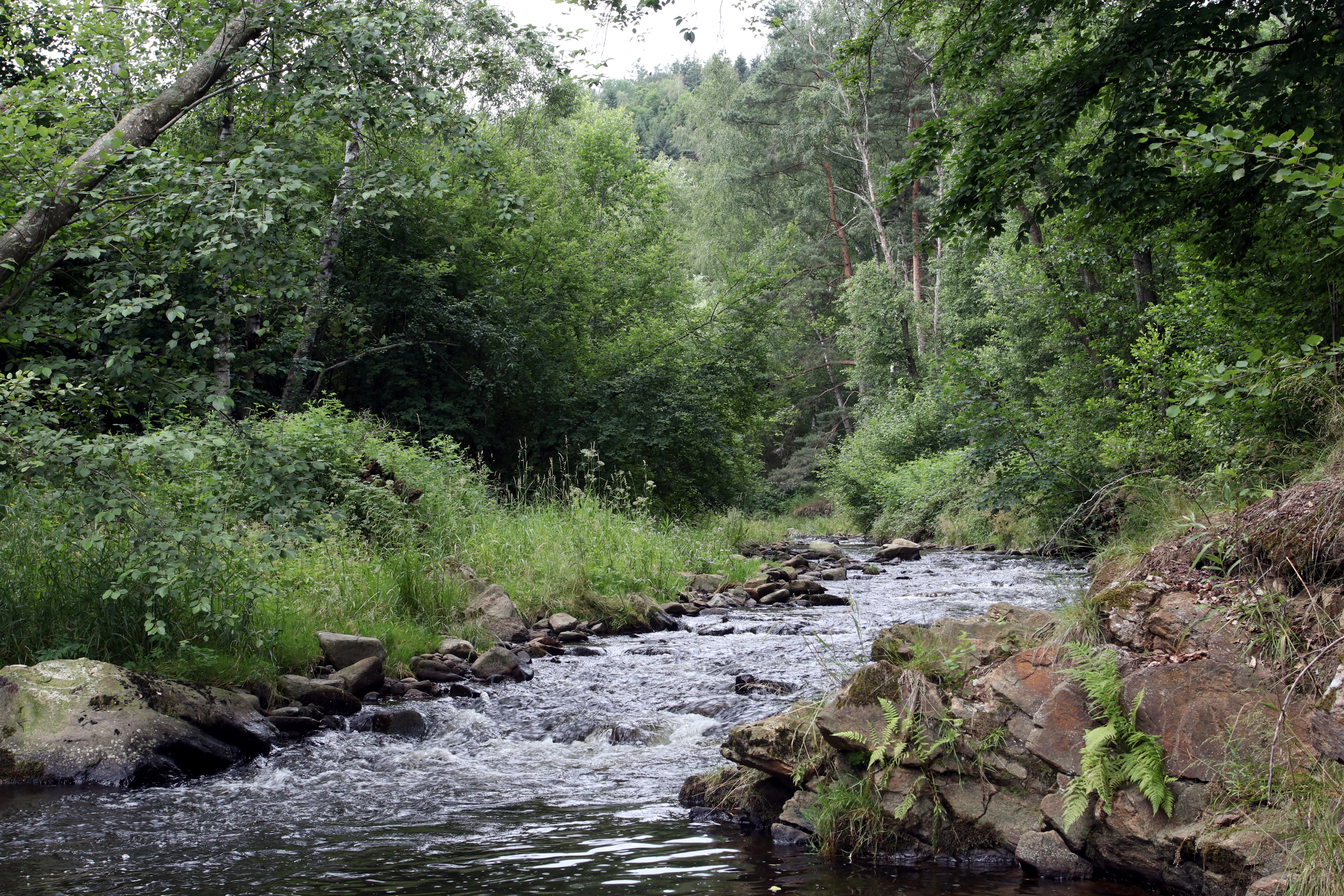
Blanice curge prin Rezervația Naturală Kaňon Blanice

Blanice este cunoscut pentru abundența sa de midii de apă dulce (Margaritifera margaritifera⁠(d)), pe cale critică de dispariție. În jurul anului 1990, numărul de indivizi din râu era estimat la 114 mii. Din cauza unei ierni foarte severe din 1990, din cauza poluării râului în 1992 și din cauza inundațiilor europene din 2002, numărul acestora a scăzut la 7.500 în 2016. Pentru a mări numărul de midii de apă dulce peste 10.000, un proiect de experți este în derulare în anii 2020.
Pe cursul superior al râului se află două monumente naționale ale naturii care protejează albia și împrejurimile acestuia. Monumentul Național al Naturii Blanice are o suprafață de 292,2 hectare, iar Monumentul Național al Naturii Prameniště Blanice învecinat are o suprafață de 220,9 hectare. Subiectul protecției în aceste zone este în primul rând biotopul și populația de midii de apă dulce (Margaritifera margaritifera).
Valea râului de pe teritoriul comunei Záblatí este protejată ca rezervația naturală Kaňon Blanice și are o suprafață de 131 de hectare. Subiectul protecției îl constituie, printre altele, apariția midiilor de apă dulce, a zglăvoacei și al cicarului de pârâu (Lampetra planeri) în Blanice.
Albia dintre Záblatí și Dvory este protejată ca Monument al Naturii Blanice, cu o suprafață de 7,3 hectare. Pe lângă midiile de apă dulce, speciile protejate includ zglăvoaca europeană, cicarul de pârâu (Lampetra planeri), boișteanul comun și vidra eurasiatică.

## Turism
Blanice este potrivit pentru turismul fluvial. Aproximativ 84 de kilometri ai râului sunt navigabili. Cel mai popular este tronsonul dintre Husinec și Strunkovice nad Blanicí⁠(d), unde se organizează curse de canotaj și de rafting.